# Ludwik Jankowiak
Ludwik Jankowiak (ur. 18 stycznia 1912, zm. w kwietniu  1991) – ekonomista, profesor Akademii Ekonomicznej w Poznaniu. 
W 1931 ukończył Gimnazjum Bergera w Poznaniu. W latach 1931–1935 studiował na Wydziale Prawno-Ekonomicznym Uniwersytetu Poznańskiego. Po zakończeniu studiów wyjechał na roczne stypendium do Londynu. Po powrocie zatrudniony został przez Ministerstwo Spraw Zagranicznych jako referent wydziału ekonomicznego Konsulatu Generalnego RP w Chicago. W marcu 1939 został odwołany do Warszawy na dodatkowe szkolenia specjalistyczne. W momencie wybuchu II wojny został ewakuowany wraz z Centralą MSZ i internowany w Rumunii. Przedostał się następnie do Francji gdzie wstąpił do Wojska Polskiego walcząc w Dywizji Strzelców Pieszych, która to formacja 20 czerwca 1940 wycofała się do Szwajcarii gdzie została internowana i rozbrojona. Jankowiak pracował w służbach informacyjnych dowództwa dywizji uzyskał zgodę władz szwajcarskich na opuszczenie obozu internowania i podjęcia studiów na Uniwersytecie w Zurychu. Po zakończeniu wojny wykorzystując znajomość j. angielskiego, francuskiego i niemieckiego podjął pracę w UNRRA a następnie w Polskiej Misji Wojskowej i PCK w Monachium. W lipcu 1947 wrócił do Polski, i mimo że MSZ zaproponowało mu pracę odmówił zatrudniając się w Polskich Zakładach Zbożowych w Poznaniu w styczniu 1949, przechodząc na stanowisko kierownika Wydziału Zagranicznego Izby Przemysłowo-Handlowej. W 1949 podjął pracę asystenta na Akademii Handlowej w Poznaniu i kiedy w lipcu 1950 Izbę Przemysłowo-Handlową postawiono w stan likwidacji poświęcił się pracy naukowo-dydaktycznej. 8 lutego 1951 obronił doktorat na Wydziale Prawnym Uniwersytetu Poznańskiego na podstawie pracy Polski system ulg celnych. Docentem został w 1958, tytuł profesora nadzwyczajnego nadano mu w 1965, a profesorem zwyczajnym został mianowany 1 listopada 1975. W 1952 kierował Katedrą Finansów Publicznych. W latach 1973–1977 był kierownikiem Katedry Ekonomiki Handlu Zagranicznego. Od 1958 był także członkiem Rady Programowej Dyrekcji Szkolenia Ekonomicznego w Poznaniu oraz członkiem Polskiego Towarzystwa Ekonomicznego. Przeszedł na emeryturę 30 września 1978. Zajmował się międzynarodowymi stosunkami gospodarczymi w opracowaniu pt. "Problemy handlu zagranicznego we współczesnej gospodarce światowej". 
Został pochowany 23 kwietnia 1991 na Cmentarzu Junikowo w Poznaniu.

## Odznaczenia
- Krzyż Kawalerski Orderu Odrodzenia Polski
- Medal Komisji Edukacji Narodowej
- Medal 30-lecia Polski Ludowej
- Złota odznaka miasta Poznania